# Boxer (motor)

Princip

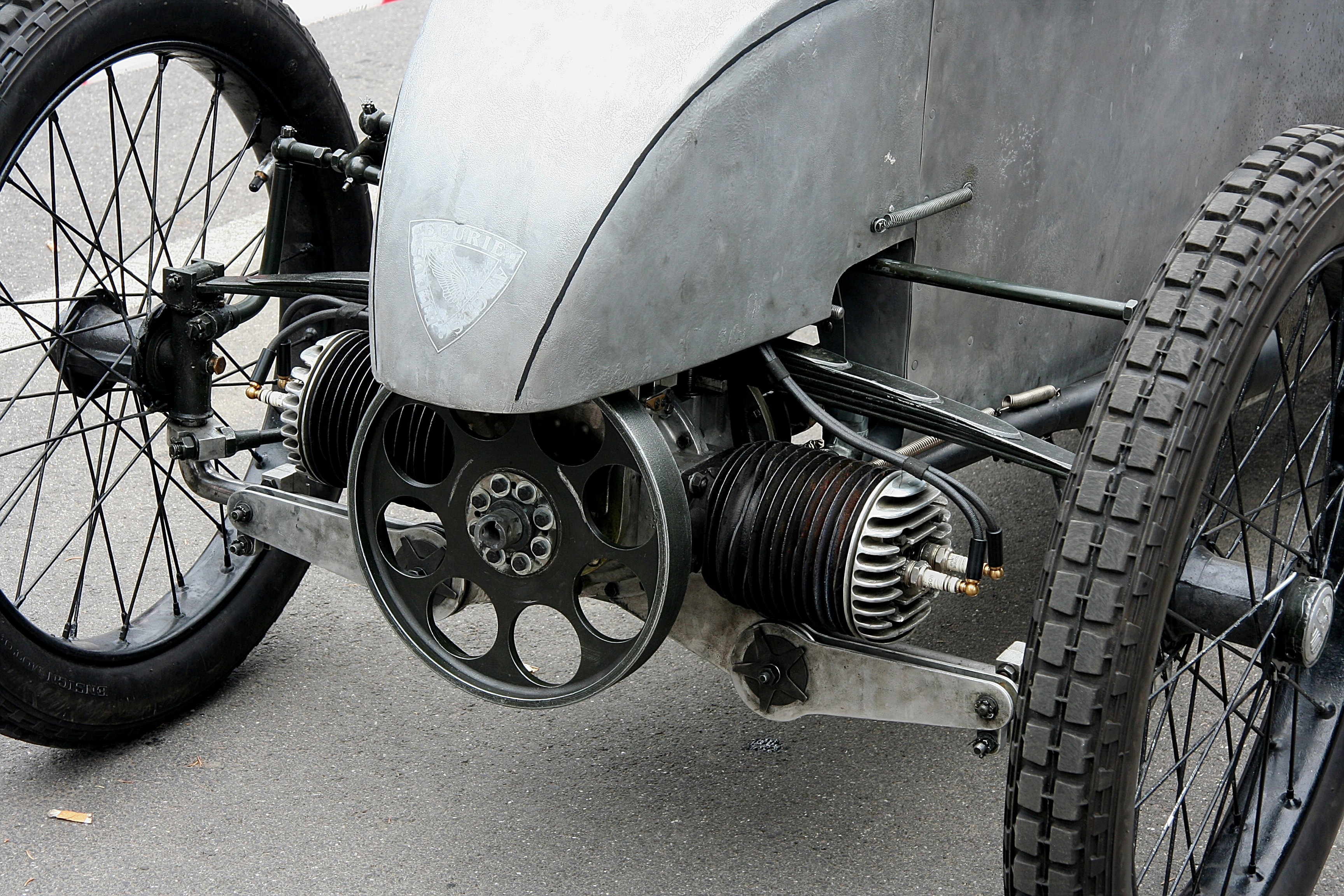
Dvoutaktní motor boxer v závodním voze Sima-Violet (1923/24)

Boxer je označení motoru, ve kterém se pohybují písty horizontálně proti sobě a uprostřed se nachází kliková hřídel. Motor typu boxer je nízký, tím umožňuje při nízkém umístění snížit těžiště vozidla. Protiběžný pohyb dvojice pístů způsobuje, že se vzájemně téměř vyruší dynamický vliv jejich oscilujících hmot. Tento motor může mít proto poměrně malé vibrace i při dvouválcovém provedení.

## Historie
Tento typ motoru vynalezl v roce 1896 Carl Benz. Sám jej nazval „Contra-Motor“, poprvé byl použit ve voze „Dos à Dos“ Benzovy firmy.

## Použití

### Motocykly
Využívá se například v cestovních motocyklech značky BMW, od kterých byly odvozeny motocykly Ural a Dněpr.

### Automobily
Automobilka Tatra osazovala některé své osobní vozy plochými dvouválci (Tatra 11, 12) nebo čtyřválci (Tatra 57, Tatra 600). Do svých sportovních vozů montuje motory typu boxer firma Porsche. Z dalších známých automobilů lze jmenovat Volkswagen Brouk nebo celou řadu vozů Alfa Romeo – Alfasud, 33, Arna, 145 a 146, stejně tak jako některé z vozů Subaru. V roce 2008 představilo Subaru první dieselový boxer s přímým vstřikováním paliva a turbodmychadlem.